# Sabella ventilabrum
Sabella ventilabrum är en ringmaskart som beskrevs av Savigny in Lamarck 1818. Sabella ventilabrum ingår i släktet Sabella och familjen Sabellidae. Inga underarter finns listade i Catalogue of Life.